# Berliner Rundfunk
Der Berliner Rundfunk war ein ostdeutscher Rundfunksender von 1945 bis 1991. Er informierte vor allem über das Geschehen in Ost-Berlin.
Seit 1992 besteht er als privater Sender Berliner Rundfunk 91.4.

## Funkhaus Masurenallee
Erste Rundfunkübertragung

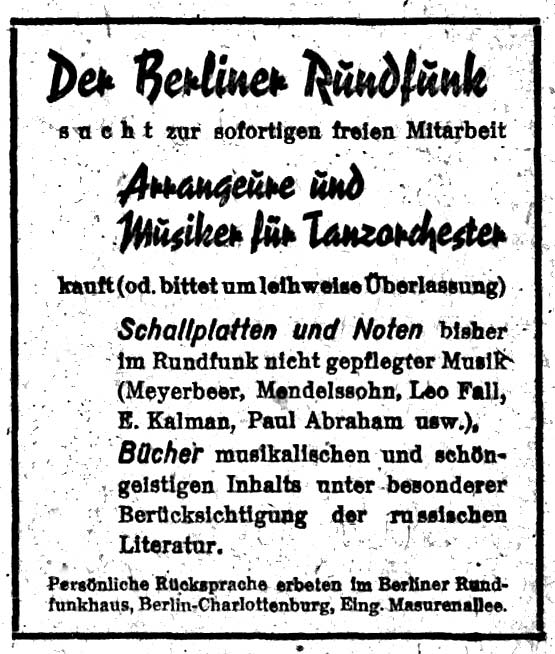
Kleinanzeige im Mai 1945: Der Berliner Rundfunk sucht freie Mitarbeiter, leihweise Schallplatten und Bücher

Bereits elf Tage nach der Eroberung Berlins wurde am 13. Mai 1945 die erste Rundfunksendung unter sowjetischer Kontrolle ausgestrahlt. Sie wurde von einem Übertragungswagen in der Nähe des Senders Tegel auf Mittelwelle gesendet und beinhaltete verlesene Reden von Stalin, Roosevelt und Churchill, die Hymnen der vier Siegermächte, einen Bericht über die Siegesparade in Moskau und russische Musik.
Gründung des Berliner Rundfunks
Danach sendete der neu gegründete Berliner Rundfunk aus dem ehemaligen Rundfunkgebäude der Reichs-Rundfunk-Gesellschaft an der Masurenallee in Berlin-Westend. Er war erst der dritte deutsche Nachkriegssender nach Radio Hamburg (Gründung 4. Mai 1945; am 22. September 1945 erst in NWDR umbenannt, dann am 1. Januar 1956 durch Aufspaltung in den NDR umgewandelt) und Radio München (Gründung 31. Mai 1945, am 25. Januar 1949 in Bayerischer Rundfunk umbenannt). Als leitende Mitarbeiter wurden vor allem verdiente KPD-Funktionäre wie Hans Mahle ausgesucht.
Am 18. Mai gab es das erste öffentliche Rundfunkkonzert von Beethovens 9. Sinfonie im von Schutt beräumten Großen Sendesaal vor 1500 Zuhörern.
Nach der Übernahme der westlichen Sektoren Berlins durch die Siegermächte USA, Großbritannien und Frankreich im Juli 1945 weigerte sich die sowjetische Militäradministration, diesen auch Sendezeit im Berliner Rundfunk einzuräumen.
Dies führte zu Protesten und 1946 zur Gründung des Rundfunks im amerikanischen Sektor (RIAS) und einer Berliner Zweigniederlassung des Nordwestdeutschen Rundfunks (NWDR) unter britischer Kontrolle.
In den folgenden Jahren verschärften sich die politischen Auseinandersetzungen, da sich die Sender bemühten, die gegensätzlichen Auffassungen offensiver zu propagieren und die andere Seite öfter zu diskreditieren. 1948 weigerte sich die Sowjetische Militäradministration, das Rundfunkhaus in der Masurenallee an die britische Militärverwaltung zu übergeben. Während der Blockade West-Berlins seit dem Sommer 1948 verlor der Sender viele Sympathien bei West- und Ost-Berliner Zuhörern.
Änderung des Programmschemas
Im Oktober 1948 änderte der Berliner Rundfunk sein Programmschema mehr auf lokale Berliner Ereignisse und Musik, da der neue Deutschlandsender der DDR speziell für westdeutsche und West-Berliner Hörer ausgerichtet wurde. (Ihm wurden auch der Landessender Schwerin mit dem Studio Rostock und der Landessender Potsdam mit dem Studio Cottbus bis 1952 angeschlossen.)
Am 16. Dezember 1948 sprengten französische Pioniere den Sendeturm des Senders Tegel im französischen Sektor zusammen mit dem im Bau befindlichen Stahlrohrmast, die für die Übertragungen des Berliner Rundfunks genutzt wurden, weil sie angeblich den Flugverkehr vom nahegelegenen Flughafen Tegel während der Berliner Luftbrücke störten.
Die Sendeanlagen wurden daraufhin nach Königs Wusterhausen südlich von Berlin gebracht und dort neu errichtet.
Seit dem 20. März 1949 sendete der Berliner Rundfunk vom neuen Sender Königs Wusterhausen wieder mit voller Sendeleistung.

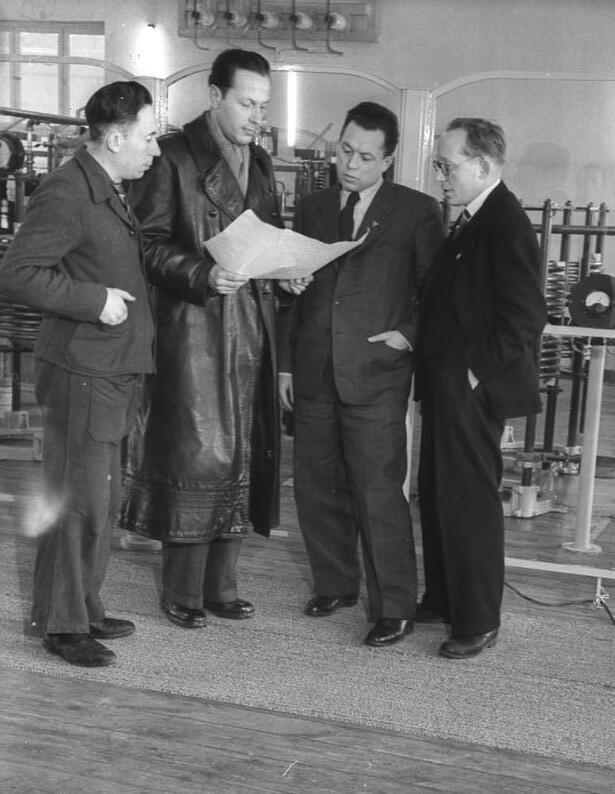
Neue Sendeanlage in Königs Wusterhausen, März 1949, mit stellvertretendem Chefintendanten Wilhelm Girnus (2.v.r.)

Im Winter 1949/50 wurden etwa 1000 Mitarbeiter des Berliner Rundfunks im Rahmen von DDR-weiten Säuberungen entlassen und durch parteitreuere Nachfolger ersetzt.
Mutmaßliche Verschleppung eines Besuchers
Das Funkhaus in der Nähe des Funkturms im britischen Sektor war äußerlich nicht als Einrichtung der DDR zu erkennen. Das führte dazu, dass es verschiedene Ostdeutsche betraten, die der Meinung waren, dass dies ein westlicher Sender sei und diesem über Probleme in der DDR berichten wollten. Es wurde aber nur ein einziger solcher Fall öffentlich bekannt. Am 1. September 1950 wurde wahrscheinlich ein junger Mann aus dem Funkhaus nach Ost-Berlin verschleppt, da er brisante Informationen über den sowjetischen Uranabbau in Sachsen weitergeben wollte. Die beschuldigten DDR-Rundfunkmitarbeiter mussten in einem aufsehenerregenden Prozess in West-Berlin mangels Beweisen freigelassen werden. Seitdem waren in der Nähe des Senders große Warntafeln angebracht „Achtung! Dies ist kein Westberliner Sender“.
Auszug aus der Masurenallee
Am 3. Juni 1952 umzäunte britisches Militär das gesamte Gelände mit Stacheldraht und ließ niemanden mehr hinein. Etwa 60 DDR-Rundfunkmitarbeiter blieben deshalb darin und sendeten von dort weiter. Sie wurden von sowjetischen Wachsoldaten mit Lebensmitteln und anderen nötigen Gegenständen versorgt. Einige Sendungen wurden dann aus Berlin-Grünau oder aus der Nalepastraße übertragen, wo das Funkhaus Nalepastraße entstand. Am 9. Juli verließen die letzten Rundfunkmitarbeiter das Gebäude und die gesamte Technik wurde von sowjetischem Militär in die DDR gebracht.

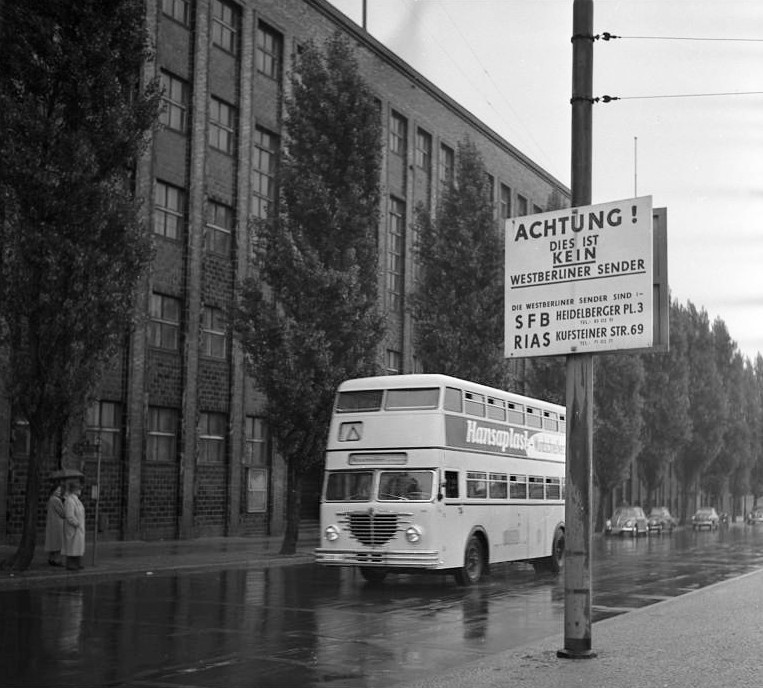
Rundfunkhaus an der Masurenallee nach dem Auszug, 1955 (mit Plakaten „Achtung! Dies ist kein Westberliner Sender“)

Seitdem sendete der Berliner Rundfunk nur noch aus der Nalepastraße in Ost-Berlin. Das leere Rundfunkgebäude an der Masurenallee (von den West-Berlinern nun „Haus des Schweigens“ genannt) wurde von etwa fünfzehn sowjetischen Soldaten weiter bewacht und erst 1956 an den West-Berliner Senat übergeben.

## Funkhaus Nalepastraße
Seit Juli 1952 sendete der Berliner Rundfunk dann nur noch aus dem  Funkhaus Nalepastraße 18–50 in Berlin-Oberschöneweide.
Im September 1952 wurde die Struktur des Rundfunks in der DDR grundsätzlich umgestaltet.
Es gab nun die Programme Berlin I mit politischem Schwerpunkt, Berlin II mit Wortsendungen, zum Beispiel aus populärwissenschaftlichen und gesellschaftswissenschaftlichen Vorträgen und Berlin III vor allem für einzelne Berufsgruppen. Die Wortsendungen sollten aber nicht mehr als 36 Prozent der täglichen Sendezeit ausmachen, der Rest des Tages wurde Musik gespielt. Alle drei Programme enthielten auch Beiträge aus den einzelnen Bezirken nach der Auflösung der eigenständigen Landessender.

Es gab auch ein neues Pausenzeichen.
(Das Programm übernahm die Kurzwelle des bisherigen Deutschlandsenders (DLS).)
Im August 1953 entstand der Berliner Rundfunk wieder als eigenständiger Sender, neben dem Deutschlandsender und Radio DDR. Von Juni 1954 bis September 1955 hieß das Programm des Berliner Rundfunks vorübergehend Berlin 1. Programm (im Gegensatz zum Programm von Radio DDR, das Berlin 2. Programm hieß). 1956 wurde das neu erbaute Funkhaus in der Nalepastraße eingeweiht.
Der Berliner Rundfunk strahlte sein Programm über Mittelwelle (657, 693, 999, 1170, 1431 und 1575 kHz) und UKW bis zum 31. Dezember 1991 aus.

## Berliner Welle
Seit dem 2. Februar 1958 gab es ein zusätzliches „Berliner Rundfunk 2. Programm“. Dieses wurde im Dezember 1959 in „Berliner Welle“ umbenannt. Es wurde nur in Berlin auf UKW 95,05 MHz ausgestrahlt und wandte sich vor allem an Hörer in West-Berlin.
Im Jahr des Mauerbaus 1961 begannen die Sendungen werktags erst um 16:30 Uhr, sonntags bereits um 8:45 Uhr und endeten um 0:10 Uhr, samstags um 0:20 Uhr. Dieses Programm stellte am 14. November 1971 seinen Sendebetrieb wieder ein und wurde dann mit dem Deutschlandsender zur „Stimme der DDR“ fusioniert.

## Programme

### 1948
Seit dem 3. Oktober 1948 gab es ein neues Programmschema, das bevorzugt „Berliner Angelegenheiten behandeln“ und „Liebhaber ernster wie heiterer Musik […] mehr als bisher auf ihre Rechnung kommen“ ließe.
Programmauszug von Sonntag, den 8. Mai 1949
12.00–12.20 Uhr: Kommentar zum Sonntag. Es spricht Intendant Heinz Schmidt.
16.15–16.30 Uhr: „Die Vögel“ nach Aristophanes
17.00–18.00 Uhr: Bericht vom Boxkampf Hücks gegen Stretz
19.03–19 30 Uhr: Lieder und Tänze aus der Sowjetunion
20.00–20.15 Uhr: Nachrichten und Porträt der Woche

### 1961
Das Tagesprogramm des Berliner Rundfunks startete im Sommer 1961 täglich um 4:30 Uhr. Um 10:40 Uhr und um 18:30 Uhr liefen von Montag bis Samstag die aktuell-politische Nachrichten-Magazinsendung »Pulsschlag der Zeit«. Täglich außer sonntags wurde um 19:45 Uhr der Kommentar des Tages gesendet. Ein fester Bestandteil des Programms war die Presseschau, die von Dienstag bis Samstag zwei Mal am Tag ausgestrahlt wurde. Täglich um 19 Uhr erzählte der »gute alte Mond« den Kindern Gute-Nacht-Geschichten.
Der Kinderfunk hatte wochentags um 14:30 Uhr seinen festen Sendeplatz. Die beliebte Hörspielserie »Was ist denn heut bei Findigs los?« lief 1961 sonntags vormittags um 10 Uhr. Mittags gab es nach 13 Uhr den »Kommentar am Sonntag«. Der Abend gehörte am freien Tag dem Sport. Sendeschluss des Berliner Rundfunks war bis auf samstags bereits um 1 Uhr. Da bis Ende 1965 in der DDR samstags noch gearbeitet wurde, war der Samstag der einzige lange Sendetag der Programmwoche und dauerte bis 2 Uhr früh.
Vom Programm entfielen 1961 27 Prozent auf das aktuell-politische Wort, darunter 7 Prozent Nachrichten und 0,8 Prozent Sport. Das künstlerische Wort war mit 8,4 Prozent vertreten. Zusammengenommen ergibt das einen Wortanteil von 35,4 Prozent. Die klassische Musik war im Berliner Rundfunk mit 11,7 Prozent vertreten, 37,6 Prozent entfielen auf die Unterhaltungsmusik und 15,3 Prozent der Sendeminuten beinhalteten Tanzmusik. Der Musikanteil des Berliner Rundfunks lag 1961 damit bei 64,6 Prozent.

### 1980er Jahre
Zu den beliebtesten Sendungen des Berliner Rundfunks gehörten
- Helgas Top(p)-Musike mit der Entertainerin Helga Hahnemann
- 7–10 Sonntagmorgen in Spreeathen mit Kalle Neumann, Peter Bosse,
- Die 3 Spreeathener Dieter Krause, Günther Ohlinger, (Kutte) Kurt Wieberneit
- Frieda und Otto mit Gina Presgott und Werner Troegner
- Im Tierpark belauscht mit Direktor Heinrich Dathe und Karin Rohn
- Schlagermagazin mit Herbert Küttner
- Mit Lutz und Liebe, Musik mit Lutz Jahoda.
- He, he, he, Sport an der Spree, Sportsendung mit Heinz Florian Oertel
- Pulsschlag der Zeit, tägliche politische Magazinsendung
- Berlin – Weltstadt des Theaters
- Atelier und Bühne, sonntäglich, mit Theater- und Kinokritiken

## Persönlichkeiten
Intendanten und Chefredakteure
- Hans Mahle, 1945–1946, erster Intendant
- Max Seydewitz, 1946–1947, Intendant
- Heinz Schmidt, 1947–1949, Intendant
- Bruno Goldhammer, 1949–1950 Chefredakteur

weitere Mitarbeiter
- Ilse Obrig, 1945–1949, Kinderfunk
- Markus Wolf, 1946–1949, politische Sendungen und sowjetischer Kontrolloffizier
- Karl-Eduard von Schnitzler, seit 1947, politischer Kommentator
- Manfred Engelhardt, Kommentator

Musik
- Radio Berlin Tanzorchester, 1945–1949

## Privatisierung
Mit Wirkung vom 1. Januar 1992 wurde der Berliner Rundfunk privatisiert und in Berliner Rundfunk 91.4 umbenannt. Hintergrund war ein Gesetz der Berliner CDU-geführten Landesregierung, der (von der SPD heftig befehdet) den SFB zur alleinigen Landesrundfunkanstalt Berlins machte.
Die Berliner UKW-Frequenz 91,4 MHz wurde von dem Nachfolgesender übernommen. Die ehemaligen DDR-Frequenzen in anderen Bundesländern übernahmen regionale Programme der ARD.